# TSV Güntersleben
Der TSV Güntersleben ist ein Sportverein aus der unterfränkischen Gemeinde Güntersleben. Der Verein wurde ursprünglich als Turnverein gegründet. Heute verfügt der Verein über weitere Abteilungen für Fußball, Ausdauersport, Karate, Leichtathletik, Tennis, Tischtennis, Volleyball und Tanzsport.

## Geschichte
Der Verein wurde 1905 unter dem Namen Turngemeinde Güntersleben gegründet. Vereinszweck war die „körperliche und geistige Ausbildung junger Leute im Orte Güntersleben durch Turnübungen, Gesang und Vorträge“. 1920 kam eine Theatergruppe hinzu. Nach Ende des Zweiten Weltkriegs schlossen sich die Turngemeinde und der 1928 gegründete Fußballverein zum TSV Güntersleben zusammen. 1946 wurde die Theaterabteilung wieder gegründet, 1947 kam eine Abteilung für Tischtennis dazu.
Den größten sportlichen Erfolg feierte die Fußballabteilung Mitte der 1970er Jahre. In der Saison 1975/76 stieg der Verein als Bezirksligameister in die Landesliga Bayern Nord auf, der man zwei Saisonen lang angehörte. Im gleichen Jahr gelang als Unterfränkischer Pokalsieger die Qualifikation für den DFB-Pokal. In der 1. Hauptrunde unterlag man auf eigenem Platz dem württembergischen Zweitligaabsteiger SSV Reutlingen 05 mit 1:2 nach Verlängerung.